# .ao
.ao ist die länderspezifische Top-Level-Domain (ccTLD) Angolas. Sie existiert seit dem 15. November 1995 und wird von der Universität Agostinho Neto in Luanda verwaltet.
Domains werden ausschließlich unterhalb von Second-Level-Domains registriert. So gibt es beispielsweise .co.ao für kommerzielle Unternehmen, .ed.ao für Bildungseinrichtungen, .og.ao für gemeinnützige Organisationen und .gv.ao für die Regierung des Landes. Personen und Unternehmen, deren Sitz sich außerhalb Angolas befindet, bleibt ausschließlich die Endung .it.ao (für international) vorbehalten. Insgesamt darf eine .ao-Domain zwischen zwei und 63 Zeichen lang sein und nur alphanumerische Zeichen beinhalten.